# Estructura temporal de los tipos de interés
En economía la estructura temporal de los tipos de interés (ETTI) (también conocida como curva de rendimientos) representa la relación existente, en un momento dado del tiempo, entre el rendimiento de un conjunto de bonos, que ha de tener el mismo riesgo de insolvencia, y el tiempo que resta hasta su vencimiento, es decir se compara el rendimiento de un bono con vencimiento dentro de un año con otro de las mismas características pero vencimiento a dos, tres y más años.
El  rendimiento  hasta  el  vencimiento  se  define  como  la  tasa anual media de retorno que un inversor en bonos recibiría si los mantuviese en su poder hasta su vencimiento, y siempre que recibiese todos los pagos que le fueron prometidos en el momento de emitir dichos títulos,  mientras que el tiempo que resta hasta el vencimiento es el número de años que han de transcurrir hasta que se realice el último pago prometido.
Los activos que forman una estructura de tipos de interés han de tener la misma liquidez y riesgo y sus precios han de incorporan toda la información disponible. La estructura temporal de tipos de interés más estudiada es la formada por los activos financieros emitidos por el Estado debido a que carecen de riesgo de insolvencia y su mercado es el más activo y de mayor liquidez de cualquier país.
La estructura se representa gráficamente la línea que resulta de la sucesión de puntos en el tiempo, en el que cada uno  muestra  el  rendimiento hasta su vencimiento y el plazo de tiempo hasta el mismo. 
- La ETTI es plana cuando los tipos de interés al contado para todos los plazos son iguales.
- La ETTI es creciente si los tipos a corto plazo son inferiores a los tipos a largo. Esta es la forma más usual y la que parece más lógica al ser los tipos de interés a corto  inferiores a los del largo plazo.
- La ETTI es decreciente, si los tipos de interés a corto plazo son mayores que los tipos a largo,  considerándose este tipo de gráfica algo anormal.

La ETTI constituye una herramienta útil para el análisis de los mercados financieros desde el punto de vista macroeconómico, porque las autoridades monetarias controlan los tipos a más corto plazo, mientras que las decisiones de ahorro e inversión de los agentes que intervienen en una economía dependen de los tipos a largo plazo, y conocer los determinantes de la ETTI permite comprender el impacto de la política monetaria y sus mecanismos de transmisión. También desde el punto de vista de las finanzas y de la gestión de carteras de títulos es trascendente ya que su análisis  permite la valoración de los activos financieros en el mercado, la evaluación de su riesgo, así como el diseño de estrategias de cobertura.